# Diastata
Diastata Meigen, 1830, è un genere di insetti dell'ordine dei Ditteri (Brachycera: Cyclorrhapha: Acalyptratae), simili ai Drosofilidi, prevalentemente rappresentato in Asia, Europa e Africa. Il genere è l'unico della famiglia Diastatidae Hendel, 1917, tuttavia diversi Autori interpretano questa famiglia in senso più esteso, comprendendovi anche i tre generi dei Campichoetidae, storicamente inclusi fra i Diastatidae.

## Descrizione
Gli adulti sono piccoli moscerini dal corpo breve e compatto, lungo 2-4 mm. La livrea è scura, pruinosa nel torace, con appendici gialle e, a volte, con macchie brune nell'addome.
Il capo è globoso, con occhi composti grandi e distanziati e triangolo frontale ampio e ottuso, faccia piatta e gene strette. La chetotassi della regione frontale e postfrontale presenta setole particolarmente lunghe e robuste, rappresentate da due paia di fronto-orbitali, due paia di verticali, un paio di ocellari e un paio di postocellari. Le due paia di fronto-orbitali sono specificamente orbitali e si distinguono per la differente inclinazione: due, prossime al margine dorsale degli occhi, sono dirette in avanti (proclinate), le altre due hanno una posizione più interna e più in avanti e sono inclinate all'indietro (reclinate). Le setole verticali interne parallele o leggermente convergenti le verticali esterne sono invece divergenti. Le setole ocellari e le postocellari sono più brevi delle altre, le prime sono proclinate, le altre convergenti e incrociate. La chetotassi si completa con brevi setole postoculari, sottovibrissali e postgenuali. Le vibrisse sono presenti. Le antenne, di tipo aristato, sono dirette verso il basso e hanno scapo e pedicello piuttosto brevi e primo flagellomero oblungo. L'arista si inserisce alla base del primo flagellomero ed è provvista di due serie di lunghi peli che le conferiscono un aspetto piumoso. L'apparato boccale, di tipo lambente-succhiante, non presenta particolari conformazioni.
Il torace presenta lo scuto moderatamente convesso e ricoperto da una pubescenza rada composta da peli regolarmente allineati, fra cui emergono le setole vere e proprie. Queste sono rappresentate, sul dorso, da un paio di setole acrosticali prescutellari, poco sviluppate e due paia di setole dorsocentrali lunghe e robuste. Ai lati dello scuto sono presenti una setola omerale, due notopleurali, due lunghe e robuste sopralari (una presuturale e una postsuturale e due postalari, una debole e una robusta. Lo scutello è glabro ma porta due paia di setole scutellari. La chetotassi delle pleure è fondamentale per discernere il genere Diastata dai Campichoetidae:
- il mesoepisterno dorsale presenta numerose setole brevi e rade sull'area posteriore compresa fra il margine superiore e la sutura pleurale;
- il mesoepisterno ventrale presenta invece due evidenti setole presso il margine superiore e dirette verso l'alto; la prima è relativamente breve, quella posteriore è invece lunga e robusta. Le zampe hanno le tibie provviste di un'evidente setola pre-apicale posizionata sulla faccia dorsale e i femori anteriori provvisti di una fila di spine allineate sul lato ventrale della metà distale.

Schema della nervatura alare
Fratture costali: hb: frattura omerale; sb: frattura subcostale.
Nervature longitudinali: C: costa; Sc: subcosta; R: radio; M: media; Cu: cubito; A: anale.
Nervature trasversali: h: omerale; r-m: radio-mediale; bm-cu: medio-cubitale basale; dm-cu: medio-cubitale discale.
Cellule: br: 1ª basale; bm: 2ª basale; dm: discale; cup: cellula cup.

Le ali sono ialine, ma con la cellula costale scura. Altre pigmentazioni scure di varia conformazione e vario sviluppo possono ricorrere, in alcune specie, in corrispondenza della costa o delle nervature trasversali. Sono lunghe e ampie in corrispondenza della regione remigante, ma più o meno strette alla base per il ridotto sviluppo dell'alula e del lobo anale. La costa si estende fino alla terminazione della media e presenta due fratture (omerale e subcostale); è ricoperta da brevi setole, di cui sono particolarmente robuste quelle disposte nel tratto compreso fra le due fratture. La subcosta è completa, ma nel tratto terminale è debole e confusa con il ramo anteriore della radio. La radio presenta la struttura ricorrente fra gli Schizophora, ovvero la suddivisione in tre rami: quello anteriore (R1) è breve e ricurvo e confluisce entro la metà prossimale del margine costale, mentre i due rami del settore radiale (R2+3 e R4+5) sono lunghi e confluenti, rispettivamente, nel terzo distale del margine costale e in corrispondenza dell'apice. La media è lunga e indivisa. La cubito presenta il ramo CuA1 lungo, terminante sul margine posteriore dell'ala, e il ramo CuA2 breve e trasverso, confluente sulla prima anale. Tratto terminale A1+CuA2 breve e incompleto. Le nervature trasverse tipiche sono tutte presenti: la radio-mediale confluisce sulla media poco prima della metà della cellula discale o, più frequentemente in posizione più prossimale, la medio-cubitale basale è prossimale e piuttosto breve, la medio-cubitale discale è posizionata nella metà distale dell'ala ed è lunga più o meno quanto il tratto terminale di CuA1. La cellula discale è lunga, di forma quasi triangolare, la seconda cellula basale e la cup e la cup sono piccole e posizionate alla base dell'ala. La cup presenta un profilo acuto all'apice.
L'addome è relativamente lungo e cilindrico, composto da cinque uriti apparenti. Nel maschio, gli uriti terminali si ripiegano sotto l'addome. Gli scleriti del sesto e settimo urite sono piuttosto ridotti, mentre è particolarmente sviluppato e convesso l'epandrio, che conferisce alla parte caudale un profilo arrotondato ed espanso. Gli uriti terminali della femmina formano invece un ovopositore di sostituzione assottigliato all'apice e parzialmente retrattile.
Gli stadi giovanili sono sconosciuti.

## Biologia e habitat
La biologia dei Diastatidae è pressoché sconosciuta e le sole informazioni disponibili riguardano l'habitat in cui si rinvengono gli adulti e alcune informazioni generiche, relative al corteggiamento sessuale: sembra che i maschi di alcune specie facciano vibrare le ali quando sono sessualmente eccitati, come avviene in altri Acaliptrati. Le larve sono sconosciute sia nella morfologia sia nell'etologia, ma si ipotizza che siano saprofaghe. Altresì sconosciuto è il regime dietetico degli adulti.
L'habitat dei Diastatidae è eterogeneo: gli adulti si rinvengono nelle foreste, nelle paludi e nelle torbiere, con siti preferenziali osservati per le specie più conosciute. Ad esempio, gli adulti di Diastata fuscula si rinvengono comunemente sulla lettiera di formazioni forestali decidue in climi siccitosi, mentre quelli di altre specie prediligono le foreste di climi umidi o le aree umide (es. paludi). Per alcune specie si è osservata una relazione con la reazione del suolo: ad esempio, Diastata nebulosa e Diastata ornata sono più frequenti su substrati a reazione acida, mentre Diastata adusta si rinviene principalmente su substrati a reazione neutra.

## Sistematica e filogenesi
La famiglia dei Diastatidae fu formalmente istituita da Frey (1921), inquadramento tassonomico largamente condiviso per decenni dagli Austori successivi. Fra i Diastatidae si collocavano anche i generi Campichoeta e Euthychaeta, ovvero la famiglia Campichoetidae sensu Griffiths (1972). Altri Autori vi comprendevano anche la famiglia Curtonotidae, ma la posizione sistematica di quest'ultimo gruppo è stata piuttosto controversa per decenni e l'appartenenza ai Diastatidae non raccoglieva consensi.
A prescindere dall'inclusione dei Curtonotidae, in sostanza c'è stato storicamente un largo consenso, nell'affinità tassonomica fra il genere Diastata e i generi Campichoeta e Euthychaeta, fino agli anni settanta, mentre attualmente ci sono posizioni controverse in merito all'inquadramento sistematico di questi Ephydroidea. Griffiths (1972), individuò una stretta relazione tra gli Ephydridae e il genere Diastata: Campichoeta ed Euthychaeta e il genere estinto Pareuthychaeta (definito da Hennig nel 1965) sono caratterizzati dalla presenza, nell'addome delle femmine, di un ricettacolo ventrale debolmente sclerificato oltre ad un paio di spermateche sclerificate; al contrario, in Diastata e negli Ephydridae, il ricettacolo ventrale è fortemente sclerificato e le spermateche sono assenti. Sulla base di questa affinità, Griffiths scorporò la famiglia dei Diastatidae, spostando il genere Diastata negli Ephydridae e separando gli altri tre generi in una famiglia che assumeva la denominazione Campichoetidae. Al pari dell'impostazione tassonomica generale adottata da Griffiths per gli Schizophora, anche questo inquadramento sistematico non ha raccolto particolari consensi fra i ditterologi che hanno trattato la filogenesi di questo vasto raggruppamento dei Ditteri. Tuttavia, anche se c'è un largo consenso sul ritenere il genere Diastata separato dalla famiglia degli Ephydridae, è attualmente ancora irrisolta la definizione della relazione con i Campichoetidae sensu Griffiths.
Hennig (1973) ha trattato la famiglia dei Diastatidae nell'accezione estesa e, sia pur senza definire le apomorfie, considerava questo gruppo come monofiletico. Papp (1984) ha anch'esso riproposto l'accezione estesa, ma suddividendo la famiglia dei Diastatidae in due sottofamiglie, Campichoetinae e Diastatinae. McAlpine (1987, 1989), infine, respinge la tesi di Griffiths sostenendo la monofilia dei Diastatidae sensu lato sulla base di varie autapomorfie alternative.
A fronte di queste impostazioni, che in sostanza respingono la tesi di Griffiths e ribadiscono il carattere monofiletico dei Diastatidae sensu lato, Chandler (1987) propone una nuova impostazione tassonomica che da un lato conferma la distinzione di Diastata dagli Ephydridae, ma da un altro tratta separatamente i Campichoetinae sensu Papp, riproponendo al rango di famiglia un gruppo sistematico che si identifica a tutti gli effetti con i Campichoetidae di Griffiths: secondo lo schema di Chandler, il genere Diastata resta nella famiglia Diastatidae sensu stricto, mentre gli altri generi sono separati in una famiglia distinta, Campichoetidae. Questa nuova impostazione, contemporanea a quella sostenuta da McAlpine nel Manual of Nearctic Diptera, si è fatta strada a partire dagli anni novanta, ma lascia ancora irrisolta la controversia, in quanto entrambi gli schemi tassonomici ricorrono nelle monografie e nei cataloghi on line prodotti fra gli anni novanta e gli anni duemila.
L'interpretazione dei Diastatidae sensu lato è supportata dai seguenti Autori:
- Stackelberg (1988), nella definizione delle chiavi di determinazione analitica dei Ditteri della Russia europea[9].
- Barraclough (1992) in una monografia relativa ad alcune nuove specie afrotropicali[10]. Nella fattispecie, il ditterologo sudafricano adotta l'impostazione di Papp (1984), distinguendo, nel loro ambito, le due sottofamiglie Diastatinae e Campichoetinae.
- Evenhuis (1994), nel catalogo mondiale dei Ditteri fossili[11].
- Oosterbroek (1998), nel catalogo dei Ditteri dell'Arcipelago malese[12].
- Sabrosky (1999) nella monografia relativa alla nomenclatura dei gruppi sistematici del rango di famiglia o sottofamiglia[13].
- Yeates & Wiegmann (2005, 2007), in alcune monografie compilative relative al percorso storico degli studi in materia di filogenesi dei Ditteri[14][15][16]. In questo caso, pur senza entrare nel dettaglio e assumere una posizione formale nel merito, trattano implicitamente la famiglia dei Diastatidae nell'accezione estesa (sensu McAlpine) senza fare menzione dei Campichoetidae.

Sono invece orientati alla separazione delle famiglie Campichoetidae e Diastatidae i seguenti Autori:
- Grimaldi (1990), in una revisione della filogenesi dei Drosophilidae estesa all'intera superfamiglia[17].
- Sidorenko (1992) in un aggiornamento del catalogo relativo alla Russia asiatica[18].
- Papp (2005, 2006), in un contributo proprio e un altro come coautore nell'aggiornamento di due cataloghi dei Ditteri della regione orientale[19][20].
- Máca (2006, 2009), nel catalogo dei Ditteri della Repubblica Ceca e della Slovacchia[21].

A queste posizioni si aggiunge quella di Chandler (1998), che nel Manual of Palaearctic Diptera rafforza la tesi sviluppata dodici anni prima entrando nel merito della divergenza con lo schema di McAlpine. L'autore britannico, in quella sede, dedica un ampio spazio alla comparazione fra le sue tesi e quelle di McAlpine. In sostanza conferma la distinzione formale fra due famiglie, separando i generi Campichoeta, Euthychaeta e Pareuthychaeta dai Diastatidae sensu stricto.
Per quanto riguarda le principali banche dati online, anche in questo caso ricorrono impostazioni differenti. I Diastatidae sono trattati secondo l'accezione estesa nel Tree of Life Web Project  e nel BioSystematic Database of World Diptera. In quest'ultimo caso, pur citando le proposte di Griffiths (1972) e Chandler (1987), Thompson dichiara espressamente di adottare lo schema tassonomico di McAlpine. Questa posizione è indicativa della mancata risoluzione della controversia, dal momento che il BDWD è in genere orientato ad acquisire le revisioni più recenti, in particolare quelle che tendono a scorporare i presunti raggruppamenti parafiletici. In un contesto particolare si colloca invece la classificazione adottata in Fauna Europaea, in quanto il consulente specialistico in materia di Campichoetidae e Diastatide è lo stesso Chandler. Gli schemi adottati in altre banche dati incrementano il grado di incertezza sulla valutazione del grado di consenso: ad esempio, l'Integrated Taxonomic Information System, che in generale si attiene alle classificazioni impostate nel Manual of Nearctic Diptera, discerne fra Diastatidae e Campichoetidae, mentre il Biological Library e il catalogo della fauna italiana di Stoch, che sono generalmente allineati con gli schemi tassonomici di Fauna Europaea, adottano invece l'accezione estesa.
Nel complesso non si può dunque individuare un orientamento prevalente e, allo stato attuale, si deve prendere atto della coesistenza di due differenti inquadramenti tassonomici riguardo a questo piccolo raggruppamento di Ditteri.
Dal punto di vista filogenetico, facendo riferimento ai cladogrammi di McAlpine (1989) e Grimaldi (1990), c'è una netta divergenza in merito alla definizione delle relazioni nell'ambito dell'intera superfamiglia degli Ephydroidea, ma soprattutto in relazione alla posizione dei Diastatidae sensu stricto in rapporto ai Campichoetidae e agli Ephydridae. In sostanza, l'albero filogenetico di Grimaldi giustifica lo scorporo dei Diastatidae in due distinte famiglie, mentre quello di McAlpine supporta l'aggregazione in un'unica famiglia. Entrambe le analisi, sia pure per motivi differenti, non offrono invece alcun supporto all'incorporazione del genere Diastata, proposta da Griffiths (1972), negli Ephydridae:
|  | Drosophilidae+Camillidae                                              |
|  |                                                                       |
|  | \| \| Ephydridae \| \| \| \| \| \| Diastatidae sensu lato \| \| \| \| |
|  |                                                                       |
|  | Ephydridae                                                            |
|  |                                                                       |
|  | Diastatidae sensu lato                                                |
|  |                                                                       |

|  | Ephydridae             |
|  |                        |
|  | Diastatidae sensu lato |
|  |                        |

|  | Drosophilidae+Camillidae                                              |
|  |                                                                       |
|  | \| \| Ephydridae \| \| \| \| \| \| Diastatidae sensu lato \| \| \| \| |
|  |                                                                       |
|  | Ephydridae                                                            |
|  |                                                                       |
|  | Diastatidae sensu lato                                                |
|  |                                                                       |

|  | Ephydridae             |
|  |                        |
|  | Diastatidae sensu lato |
|  |                        |

|  | Drosophilidae+Camillidae                                              |
|  |                                                                       |
|  | \| \| Ephydridae \| \| \| \| \| \| Diastatidae sensu lato \| \| \| \| |
|  |                                                                       |
|  | Ephydridae                                                            |
|  |                                                                       |
|  | Diastatidae sensu lato                                                |
|  |                                                                       |

|  | Ephydridae             |
|  |                        |
|  | Diastatidae sensu lato |
|  |                        |

|  | Drosophilidae+Camillidae                                              |
|  |                                                                       |
|  | \| \| Ephydridae \| \| \| \| \| \| Diastatidae sensu lato \| \| \| \| |
|  |                                                                       |
|  | Ephydridae                                                            |
|  |                                                                       |
|  | Diastatidae sensu lato                                                |
|  |                                                                       |

|  | Ephydridae             |
|  |                        |
|  | Diastatidae sensu lato |
|  |                        |

|  | Curtonotidae+Drosophilidae |
|  |                            |

|  | Campichoetidae                                                        |
|  |                                                                       |
|  | \| \| Ephydridae+Camillidae \| \| \| \| \| \| Diastatidae \| \| \| \| |
|  |                                                                       |
|  | Ephydridae+Camillidae                                                 |
|  |                                                                       |
|  | Diastatidae                                                           |
|  |                                                                       |

|  | Ephydridae+Camillidae |
|  |                       |
|  | Diastatidae           |
|  |                       |

|  | Curtonotidae+Drosophilidae |
|  |                            |

|  | Campichoetidae                                                        |
|  |                                                                       |
|  | \| \| Ephydridae+Camillidae \| \| \| \| \| \| Diastatidae \| \| \| \| |
|  |                                                                       |
|  | Ephydridae+Camillidae                                                 |
|  |                                                                       |
|  | Diastatidae                                                           |
|  |                                                                       |

|  | Ephydridae+Camillidae |
|  |                       |
|  | Diastatidae           |
|  |                       |

|  | Curtonotidae+Drosophilidae |
|  |                            |

|  | Campichoetidae                                                        |
|  |                                                                       |
|  | \| \| Ephydridae+Camillidae \| \| \| \| \| \| Diastatidae \| \| \| \| |
|  |                                                                       |
|  | Ephydridae+Camillidae                                                 |
|  |                                                                       |
|  | Diastatidae                                                           |
|  |                                                                       |

|  | Ephydridae+Camillidae |
|  |                       |
|  | Diastatidae           |
|  |                       |

|  | Curtonotidae+Drosophilidae |
|  |                            |

|  | Campichoetidae                                                        |
|  |                                                                       |
|  | \| \| Ephydridae+Camillidae \| \| \| \| \| \| Diastatidae \| \| \| \| |
|  |                                                                       |
|  | Ephydridae+Camillidae                                                 |
|  |                                                                       |
|  | Diastatidae                                                           |
|  |                                                                       |

|  | Ephydridae+Camillidae |
|  |                       |
|  | Diastatidae           |
|  |                       |

## Specie
Escludendo le sinonimie, la famiglia dei Diastatidae, con il solo genere Diastata, comprenderebbe secondo Chandler (1998) 39 specie, ma il BioSystematic Database of World Diptera ne segnala solo 35.
1. Specie afrotropicali:
- D. afrocuta Barraclough, 1994
- D. carolinae Cogan, 1975
- D. falcata Barraclough, 1992
- D. freidbergi Barraclough, 1994
- D. interrupta Barraclough, 1992

- D. montana Cogan, 1975
- D. paramontana Cogan, 1980
- D. stuckenbergi Cogan, 1975
- D. tsacasi Cogan, 1980
- D. whittingtoni Barraclough, 1992

2. Specie indomalesi:
- D. basdeni Okada, 1966
- D. dolorosa Chandler, 1987
- D. flavipes Chandler, 1987
- D. hirsuta Chandler, 1987
- D. lugubris Chandler, 1987

- D. macula Chandler, 1987
- D. mirabilis Chandler, 1987
- D. okadai Chandler, 1987
- D. rustica Chandler, 1987

3. Specie esclusivamente paleartiche:
- D. adusta Meigen, 1830
- D. cervinala Chandler, 1987
- D. chandleri Sidorenko, 1991
- D. flavicosta Chandler, 1987

- D. fuscula (Fallén, 1823)
- D. nebulosa (Fallén, 1823)
- D. ussurica Duda, 1934

4. Specie esclusivamente neartiche:
- D. eluta Loew, 1863

- D. repleta

5. Specie esclusivamente neotropicali
- D. argentina (Malloch, 1934)
- D. costaricensis Hennig, 1956

- D. dimidiata (Hendel, 1913)

6. Specie oloartiche (neartiche e paleartiche)
- D. boreonigra Chandler, 1987
- D. costata Meigen, 1830

- D. ornata Meigen, 1830[32]
- D. vagans Loew, 1864

## Distribuzione
La famiglia è rappresentata in tutte le regioni zoogeografiche della Terra ad eccezione di quella australasiana, ma la maggior parte dei Diastatidae si distribuisce più o meno uniformemente fra l'Asia, l'Africa e l'Europa, mentre solo sette specie sono presenti in America. Di queste ultime, quattro sono oloartiche.
In Europa sono segnalate nove specie, fra cui le quattro a distribuzione oloartica. In Italia è accertata la presenza di D. adusta, D. costata, D. fuscula, D. nebulosa e D. vagans, mentre è dubbia quella di D. ornata. Tutti i Diastatidae sono presenti nella penisola o solo nel nord Italia e sono invece assenti nelle isole.